# Футбол-энд-Атлетик-Клаб (футбольный клуб, Рио-де-Жанейро)
«Футбол-энд-Атлетик-Клаб» (порт.-браз. Football and Athletic Club), сокращенного ФАК (порт.-браз. FAC) — бывший бразильский футбольный клуб из города Рио-де-Жанейро.

## История
«Футбол-энд-Атлетик-Клаб» был основан 27 сентября 1903 года жителями районов Тижука, Андарай и Энженью Велью. В первый совет директоров вошли Клаудино Рейс, ставший президентом клуба, Артур Иринеу де Соуза, получивший должность адвоката, Жуакин Жозе де Алмейда Коутиньо, назначенный казначеем и Оскар Фагундес, ставший секретарём. Штаб-квартиру «Футбол-энд-Атлетик-Клаб» открыли в Андарай, а затем переехали на улицу Хаддок Лобу в Тижуке. Футбольные матчи проводились на месте бывшего ипподрома на стадионе улица Кампуса Салиса. Первоначально «Футбол-энд-Атлетик-Клаб» играл только в товарищеских встречах, и так продолжалось до 1905 года, когда с участием команды была основана Городская футбольная лига. И эта структура организовала первый в истории чемпионат штата. В розыгрыше турнира «Футбол-энд-Атлетик-Клаб» занял последнее место, забив да гола и пропустив 55.
21 ноября 1906 года клуб был переименован в «Ассосиаса́н Атлетика Интренасьонал» (порт.-браз. Associação Athletica Internacional). Годом позже команда заняла третье место в чемпионате штата. После этого клуб проводил лишь товарищеский игры и был закрыт в 1912 году.

## Символы
Цветами команды были выбраны красный и белый. Форма состояла из красных футболок с гербом «Футбол-энд-Атлетик-Клаб» слева на груди, белых шорт и красных гетр. В 1904 году клуб также использовал вариант с зелеными полосами на гетрах. А в 1906 году даже вышел на поле в зеленых футболках. 